# Nesle (Adelsgeschlecht)
Das Haus Nesle (ausgesprochen: [nɛl]) war eine französische Adelsfamilie des 12. bis 14. Jahrhunderts. Sie trägt ihren Namen nach der Herrschaft Nesle in der Picardie. Bereits durch die erste dokumentierte Ehe der Familie gelangte sie (zwei Generationen später) in den Besitz der Grafschaft Soissons und unabhängig davon in den Besitz der Burggrafschaft Brügge. Nach einer Teilung in der folgenden Generation starben beide Linien Mitte des 14. Jahrhunderts aus.
Das Haus Nesle ist zu unterscheiden vom Haus Clermont, das auch als Haus Clermont-Nesle bezeichnet wird, in späterer Zeit im Besitz der Herrschaft Nesle war und für die Bauten in Paris zuständig ist, die mit diesem Namen in Verbindung gebracht werden (Hôtel de Nesle und Tour de Nesle).

## Stammliste
1. Ives I. de Nesle; ⚭ NN (wohl Ramentrudis), Tochter von Guillaume Busac, Graf von Soissons, (Rolloniden)
  1. Radulf, Seigneur de Nesle 1103–1125; ⚭ Rainurde (1115 bezeugt)
    1. Ives II. (1115 bezeugt; † August 1178), Seigneur de Nesle, 1141 Comte de Soissons; ⚭ 1151/52 Jolande von Hennegau, Tochter von Graf Baudouin IV. (Haus Flandern), heiratete in zweiter Ehe Hugues IV., Graf von Saint-Pol, (Haus Candavene)
    2. Drogo (1115–1146 bezeugt), Ritter
    3. Radulf (Raoul) (1115 bezeugt; † 1153/60), 1134 Burggraf von Brügge; ⚭ Gertrude von Montaigu (1146/87 bezeugt), Tochter von Graf Lambert, heiratete in zweiter Ehe Eberhard III. Radulf, Graf von Tournai.
      1. Conon († 1180 vor 20. April), 1161 Burggraf von Brügge, 1178 Comte de Soissons; ⚭ vor 1164 Agathe de Pierrefonds (1155–1192 bezeugt), Tochter von Drogo und Beatrix de Crécy
      2. Jean I. († 14. Juli 1197/1200), 1180 Burggraf von Brügge, Seigneur de Nesle, de Falvy et de La Hérelle; ⚭ Elisabeth de Peteghem (1185–1204 bezeugt), Tochter von Johann I.
        1. Jean II. (1196–1239 bezeugt; † 22. Dezember 1239), 1200 Burggraf von Brügge, Seigneur de Nesle, Stifter von Abbaye-aux-Bois, verkauft 1234 die Burggrafschaft an Gräfin Johanna von Flandern; ⚭ vor 1200 Eustachie de Saint-Pol (1200–1235 bezeugt; † vor 1241), Tochter von Graf Hugues IV., (Haus Candavene) und Jolande von Hennegau.
        2. Ives († vor 4. Mai 1189)
        3. Raoul († vor Februar 1226), 1204 Seigneur de Falvy; ⚭ Adele de Roye (1214–1221 bezeugt; † vor Mai 1223), Tochter von Barthélemy und Pétronille
          1. Jean de Nesle (1243 bezeugt; † 2. Februar 1292), Seigneur de Falvy et de La Hérelle; ⚭ I Beatrix; ⚭ II zwischen Mai 1260 und 9. Februar 1261 Jeanne de Dammartin, Comtesse de Ponthieu († 15. März 1279), Tochter von Simon, Graf von Aumale und Dammartin (Haus Mello), Witwe von Ferdinand II., König von Kastilien (Stammliste des Hauses Burgund-Ivrea)
            1. (I) Jean II. († vor 1310), Seigneur de Falvy et de La Hérelle; ⚭ Marie von Oudenaarde (1254–1277 bezeugt), Tochter von Jean und NN de Soissons, geschieden von Geoffroy de Perwez
              1. Jean III. (1310 bezeugt), Seigneur de Falvy, ⚭ Jeanne de Vendeville (1319 bezeugt), Tochter von Mathieu II.
                1. Jean IV. (1324–1338 bezeugt; † vor 1341), Seigneur de Falvy et de Vendeville
                2. Béatrice (1344 bezeugt); ⚭ Ferry de Picquigny († vor 1344)

              2. Marie (1300–1328 bezeugt); ⚭ I Albert de Longueval; ⚭ II Johann II. von Looz zu Agimont († 1311)
              3. Tochter; ⚭ Miles de Muray

            2. (I) Raoul (1310/11 bezeugt)
            3. (I) Jeanne († 10. Oktober 1280); ⚭ Guillaume de Béthune zu Loker und Hébuterne (Haus Béthune)

          2. Simon, Kanoniker zu Noyers

        4. Gertrud († nach Juni 1239 zu Ailly-sur-Noye); ⚭ I Renaud de Mello († 1201) (Haus Mello); ⚭ II vor 1203 Raoul de Clermont († 30. März 1225/26)
        5. Ade (1239 bezeugt; † 1251/54); ⚭ Enguerrand II., Seigneur de Boves († 1222/24) (Haus Boves)

      3. Raoul I. († 4. Januar 1235), 1180 Comte de Soissons, 1184 Châtelain de Noyon; ⚭ I vor 1183 Adèle de Dreux (1160–1205 bezeugt), Tochter von Graf Robert I. (Haus Frankreich-Dreux), Witwe von Valéran Graf von Breteuil, Guy II. de Châtillon und Jean de Coucy, Châtelain de Noyon (Haus Boves); ⚭ II Yolande, (1210/12 bezeugt); ⚭ III vor 1223 Ade d’Avesnes († nach  1249), Tochter von Jacques und Adélvie de Guise
        1. (I) Gertrude († 26. September 1220/September 1222); ⚭ I Jean Graf von Beaumont-sur-Oise (Ehe annulliert) (Haus Beaumont-sur-Oise); ⚭ II 1193 Mathieu II. de Montmorency († 1230), Connétable von Frankreich (Stammliste der Montmorency)
        2. (I) Aliénor († 1229/34); ⚭ I vor 1199 Mathieu III. Graf von Beaumont-sur-Oise († 1208); ⚭ II vor 1214 Étienne de Sancerre († 1252)
        3. (II) Jean II. († April 1270/Februar 1272), 1235 Comte de Soissons, Comte de Chartres (uxor nomine), Seigneur d’Amboise (uxor nomine); ⚭ I vor 1226 Marie du Thour et de Chimay, 20. März 1241 bezeugt, Tochter von Roger und Agnès; ⚭ II Mathilde d’Amboise († 12. Mai 1256), 1248 Comtesse de Chartres, zu Amboise, Erbtochter von Sulpice III. d’Amboise und Elisabeth (Isabelle) de Blois, Comtesse de Chartres, Witwe von Richard II., Graf von Beaumont
          1. (I) Jean III. (1263–1284 bezeugt; † vor 8. Oktober 1286), Comte de Soissons, Seigneur de Chimay; ⚭ vor Mai 1256 Marguerite de Montfort (1256–1284 bezeugt), Tochter von Graf Amaury V., (Haus Montfort-l’Amaury) und Béatrice d‘Albon
            1. Marie (1272–1276 bezeugt); ⚭ Guy de Saint-Remy († 1276)
            2. Jean IV. (1288 minderjährig; † vor Mai 1302), Comte de Soissons; ⚭ vor 1281 Marguerite de Rumigny, Tochter von Hugues I. und Philippe
            3. Hugues († nach Februar 1306), Comte de Soissons; ⚭ Jeanne d’Argies, † nach 1348, Erbtochter von Renaud, heiratete in zweiter Ehe Jean de Clermont, Graf von Charolais, in dritter Ehe nach 1316 Hugues de Châtillon, Seigneur de Leuze
              1. Marguerite († Oktober 1350), Comtesse de Soissons, zu Dargies, Catheux und Chimay; ⚭ kurz vor 23. Januar 1317 Jean d’Avesnes, Seigneur de Beaumont († 11. März 1356)

            4. Raoul (1293–1300 bezeugt), Ritter, Seigneur d’Ostel

          2. (I) Raoul, 1270 Seigneur du Thour et de Coeuvres
          3. (I) Adèle († vor 1253, zu Le Thour 1238); ⚭ Jean von Oudenaarde und Rozoy-sur-Serre († 1293/94)
          4. (I) Yolande, 1238 zu Couvin; ⚭ Hugues II. de Rumigny, Seigneur de Boves († 2. August 1270)
          5. (I) Aliénor (1280 bezeugt); ⚭ Renaud, Vicomte de Thouars († vor 1269) (Haus Thouars)

        4. (II) Raoul (1233–1272 bezeugt), Ritter; ⚭ NN, Tochter von Jean Comte de Hengest
          1. Yolande (1276 bezeugt); ⚭ Bernard de Moreuil (1276 bezeugt), Ritter

      4. Baudouin (1177 bezeugt)

    4. Renaud (1115–1125 bezeugt)
    5. Thierry (1130–1180 bezeugt; † vor 1183), Thesaurier in Noyon, Archidiakon in Cambrai